# Rhönlied
Das Rhönlied ist eine von Andreas Fack geschaffene Regionalhymne aus dem Jahre 1912. 

## Geschichte
Im Sommer 1912 trug Andreas Fack seinen Stammtischbrüdern im damaligen „Hotel zum Hirsch“ in Kaltennordheim die Verse seines neugeschriebenen Rhönliedes vor. Man war begeistert und machte sich sofort an die Vertonung. Dabei wurde das neue Rhönlied mit Kaltennordheimer Bier bezecht. Am nächsten Morgen war dem Klavierspieler jedoch wegen des Alkoholgenusses die Melodie „verlorengegangen“, die dann mit Hilfe von Andreas Fack am Abend darauf wieder zusammengetragen wurde.

## Text
Ich weiß basaltene Bergeshöh'n

Im Herzen der deutschen Gau'n,

Nicht riesenhoch, doch bezaubernd schön,

Möchte immer und immer sie schau'n!

Und kennst du die herrlichen Berge nicht,

Gehorche dem Freunde, der zu dir spricht:

Refrain:

Zieh an die Wanderschuh,

Und nimm den Rucksack auf,

Und wirf die Sorgen ab,

Marschier zur Rhön hinauf!

Auf hohen Matten den Sonnenschein

Die kühlenden Lüfte umwehn,

Und frei der Blick in die Welt hinein

Wie wonnig, da droben zu gehn!

Und kennst du die herrlichen Matten nicht,

Gehorche dem Freunde, der zu dir spricht:

Refrain:

Zieh an die Wanderschuh,

Und nimm den Rucksack auf,

Und wirf die Sorgen ab,

Marschier zur Rhön hinauf!

Ich weiß wohl Bächlein fließen klar

Durch Wälder und Wiesenflor,

Da springt so keck die Forellenschar

Zur Freude der Angler empor!

Und kennst du die Rhönforelle nicht,

Gehorche dem Freunde der zu dir spricht:

Refrain:

Zieh an die Wanderschuh,

Und nimm den Rucksack auf,

Und wirf die Sorgen ab,

Marschier zur Rhön hinauf!

Ich könnte viel noch erzählen dir

Und singen von Berg und von Tal,

Doch nein, viel Worte erspar' ich mir

Und frage nur eins noch einmal:

Ja, kennst du die herrliche Rhön noch nicht,

Gehorche dem Freunde, der zu dir spricht:

Refrain:

Zieh an die Wanderschuh,

Und nimm den Rucksack auf,

Und wirf die Sorgen ab,

Marschier zur Rhön hinauf!